# Monochrom
monochrom es un proyecto internacional técnico, artístico, filosófico y colectivo, situado en  Vienna en el  Museumsquartier (en el 'Quartier für digitale Kultur', espacio para la cultura digital). monochrom fue fundado en 1993 por Johannes Grenzfurthner y Franz Ablinger. Más miembros del grupe incluyen: Evelyn Fürlinger, Harald List, Anika Kronberger, Frank Apunkt Schneider, Daniel Fabry y Günther Friesinger. Partiendo de noviembre de 2005, Roland Gratzer es el gerente para "PR Content Management". En el diciembro de 2006, Jacob Appelbaum fue nombrado "monochrom Ambassador". 
El grupo trabaja con diferentes medios de comunicación y formas de arte, y publica los libros y revistas "monochrom". 
monochrom es conocido por su actividad en la sociedad civil para temáticas de la izquierda.
La página del grupo es una especie de plataforma para la comunidad del arte digital. monochrom organiza, entre otros, "Dorkbot Vienna".
En 2004 el grupo monochrom ganó el tercer puesto en el Protestsongcontest, con la canción "Ich will Planwirtschaft" ("Yo quiero economía planificada").
A principios de diciembre de 2005, monochrom asumió la gerencia del grupo artístico "La loggia de Lord Jim" (Lord Jim Loge), originalmente fundada por Jörg Schlick, Martin Kippenberger, Wolfgang Bauer y Albert Oehlen.
Partiendo de 2007, el grupo trabaja para Boing Boing TV com corresponsal europeo.

## Proyectos (parcial)
- Schubumkehr (1995–1996)
- Makrelengeiger (1996–)
- Der Exot (1998)
- Seelenverkauf (1998)
- Sowjet-Unterzögersdorf (1999–)
- Scrotum gegen Votum (2000–)
- Datenbank des Vorüberschreitens (2001–):
- Minus 24x (2001)
- Georg Paul Thomann (2002–2005)
- Roböxotica (2002–laufend)
- Das abwesende Eigentliche (2002)
- Die Türme von Hanoi (2002)
- 452 x 157 cm^2 globale Haltbarkeit (2002–laufend)
- Blattoptera (2003–2005)
- Brandmarker (2003–laufend)
- Wiener Faktionismus: Eigenblunzn (2003)
- Instant Blitz Copy Fight (2004–laufend)
- Udo 77 (2004)
- Die Blumenwährung (2005)
- Being Buried Alive (2005)
- Brick of Coke (2005)
- Growing Money (2005)
- Magnetism Party (2005)
- Catapulting Wireless Devices (2005)
- 1 Baud (2005)
- Farewell to Overhead (2005)
- Arad-II (2005)
- Warten auf Goto (2006)
- Cafe König Fußball (2006)
- Offensive zur Abschaffung der Personalpronomen (2006)
- Lord Jim Loge powered by monochrom (2006)
- Taugshow (2006–)
- Arse Elektronika (2007–)
- Sculpture Mobs (2008–)
- Der Streichelnazi / Nazi Petting Zoo (2008)

## Filmografía (Películas)
- Je Suis Auto (2022)
- Masking Threshold (2021)
- Avenues (2019)
- Zweite Tür Rechts (2019)
- Glossary of Broken Dreams (2018)
- Traceroute (2016)
- Shingal, where are you? (2016)
- Die Gstettensaga: The Rise of Echsenfriedl (2014)
- Kiki and Bubu: Rated R Us (2011)

## Publicaciones (parciales)
- monochrom (1993, 1994, 1995, 1996, 1997, 1998, 2000, 2004, 2006, 2007, 2010)
- Stadt der Klage (Michael Marrak, 1997)
- Weg der Engel (Michael Marrak, Agus Chuadar, 1998)
- Wer erschoss Immanenz? (Johannes Grenzfurthner, Thomas Edlinger, Fritz Ostermayer, 2002)
- LeuteZeichnungen (Elffriede, 2003)
- Quo Vadis, Logo?! (Günther Friesinger, Johannes Grenzfurthner, 2006)
- Spektakel, Kunst, Gesellschaft – Guy Debord und die Situationistische Internationale (Stephan Grigat, Johannes Grenzfurthner und Günther Friesinger, 2006)
- Das Wesen der Tonalität (Othmar Steinbauer; los editores: Günther Friesinger, Helmut Neumann, Ursula Petrik, Dominik Sedivy, 2006)
- Sonne Busen Hammer 16 (monochrom #24, 2006)
- Sonne Busen Hammer 17 (monochrom #25, 2007)
- VIPA (editor: Orhan Kipcak, 2007)
- Als die Welt noch unterging (Frank Apunkt Schneider, 2007)
- pr0nnovation? Pornography and Technological Innovation (Johannes Grenzfurthner, Günther Friesinger, Daniel Fabry 2008)
- Roboexotica, (Günther Friesinger, Magnus Wurzer, Johannes Grenzfurthner, Franz Ablinger, Chris Veigl, 2008)
- Die Leiden der Neuen Musik (Ursula Petrik; los editores: Günther Friesinger, Helmut Neumann, Ursula Petrik, Dominik Sedivy, 2009)

## Discografía

### Álbumes grabados en estudio
- Zukunftslektorat (2004)
- Geburtstag des Kapitalismus (2005)
- Carefully Selected Moments (2008)

### Musicales
- Udo 77 (2004)

## Exposiciones (parciales)
- monochrom-klimatrainings-camp / The Model / Sligo / Ireland (2010)
- Wer Wolf? / Viertelfestival / Schönberg / Austria (2010)
- A8 Richtung Wien / Platform3 - Räume für zeitgenössische Kunst / München / Germany (2010)
- It¹s a kind of magic! Mystifizierung und Demystifizierung im Kontext der Künstlerpublikation seit 1960 / Studienzentrum für Künstlerpublikationen in der Weserburg / Museum für Moderne Kunst / Bremen / Germany (2010)
- techno(sexual) bodies / videotage / Hong Kong / China (2010)
- monochrom-klimatrainings-camp / HAU / Berlin / Germany (2009)
- Common History and its private Stories, Musa /  Vienna / Austria (2009)
- Pool/Loop Festival / Zürich / Switzerland (2009)
- Crosstalk Video Art Festival / Budapest / Hungary (2009)
- Subversivmesse / Linz 09 / Linz / Austria (2009)
- Absolutely Free - Der Woodstock Effekt / Landesmuseum Joanneum / Graz / Austria (2009)
- Videoformes 2009 / Clermont-Ferrand / France (2009)
- Touch me Festival / Zagreb / Croatia (2008)
- Haip 08 Festival / Ljubljana / Slovenia (2008)
- Elevate Festival / Graz / Austria (2008)
- Simultan 04 - Video and New Media Festival / Timisoara / Rumania (2008)
- UTOPIA / paraflows 08 / Gefechtsturm Arenbergpark / MAK / Vienna / Austria (2008)
- Anna Kournikova deleted by memeright trusted system - Kunst im Zeitalter des geistigen Eigentums / hmkv / Dortmund / Germany (2008)
- MEDIA FORUM/Moscow International Film Festival / Moscow / Russia (2008)
- The Influencers, Center for Contemprary Culture / Barcelona / Spain (2008)
- Sculpture Mobs + „The Great Firewall of China“ (Google Campus), Mountain View, Kalifornien / USA (2008)
- Es war einmal die Medien, Volkstheater Wien, Wien / Österreich (2008)
- Arse Elektronika: pr0nnovation?, San Francisco / EUA (2007)
- aniMOTION – European Animation Festival, Sibiu / Rumänien (2007)
- Miden – Video Art Festival, Kalamata / Griechenland (2007)
- Technology Myth Creative Summer Camp, 9th International Festival for New Media Culture, Riga / Lettland (2007)
- Simultan 03 – Video and New Media Festival / Timişoara / Rumänien (2007)
- Re:AW: [Wir] Fwd: Loge etc / OTS-Auss.f.Ubernahme; oel / businessplan //WICHTIG; wer? / Galerie Bleich-Rossi / Wien / Österreich (2007)
- Internationales Jahr des Polytheismus, Toronto / Kanada; San Francisco / EUA; Los Ángeles, EUA (2007)
- videomedeja, Novi Sad / Serbien (2006)
- Campaign, Volkstheater Wien, Wien / Österreich (2006)
- HAIP 06 – Multimedia Festival of Open Technologies, Liubliana / Slowenien (2006)
- position 02: arbeiten, Haus der Architektur Graz – Steirischer Herbst, Graz / Österreich (2006)
- Coke Light Art Edition. Ein Fest der Sinne. Ovalhalle, MQ, Wien / Österreich (2006)
- paraflows, annual convention for digital art and cultures, Wien / Österreich (2006, 2007)
- Strange Cargo, Museumsquartier, Wien/ Österreich (2006)
- Nairobi Retour. Kunsthalle Wien, project space, Wien / Österreich (2006)
- 7. Werkleitz Biennale, Happy Believers, Halle, Deutschland (2006)
- Sinopale, Erste Sinop Biennale, Sinop / Türkei (2006)
- Sci Fi Stories, Museumsquartier, Wien/ Österreich (2006)
- Café König Fußball (Heimspiel), NGBK, Berlin / Deutschland (2006)
- die wahr/falsch inc., Wissenschaft im öffentlichen Raum, Wien/ Österreich (2006)
- Im Kopf des Gärtners, Installation im öffentlichen Raum, Tristingtaler Leistungsschau, Berndorf (2006)
- Warten auf Goto, Volkstheater, Wien / Österreich (2006)
- Economy Class, Alliance Francaise, Nairobi, Kenia (2006)
- There's Something Rotten In The State Of Argentinia / Eine Gala, Transmediale 2006, Berlin / Deutschland (2006)
- Arad-II, Miami Beach / USA (2005)
- Pizzería Casa Altavista (zusammen mit Ubermorgen), Tweakfest / HGKZ, Zürich / Schweiz (2005)
- Fake: Critique of Pure Image, Plovdiv / Bulgarien (2005)
- Sowjet-Unterzögersdorf: Das Adventure Game, Forum Stadtpark, Graz / Österreich (2005)
- Demaelstromisation, Festival „Leben in einem Denkmal“, Hall in Tirol / Österreich (2005)
- hot testing, Gallery EXIT, Peć / Kosovo (2005)
- Unterspiel, Contemporary Art Gallery, Vancouver / Canada (2005)
- Experience The Experience, Machine Project, Los Angeles, Contemporary Art Gallery, Vancouver, Rx Gallery San Francisco (2005)
- Der Geburtstag des Kapitalismus, Kunstverein Baden, Baden bei Wien / Österreich (2005)
- Just do it! Die Subversion der Zeichen von Marcel Duchamp bis Prada Meinhof, Lentos – Museum Moderner Kunst, Linz/ Österreich (2005)
- Update, Künstlerhaus, Wien / Österreich (2005)
- Bildet To-Do-Stapel (12 Jahre Retrospektive), Kunsthalle Exnergasse, Wien / Österreich (2005)
- Moving Patterns Festival, Austrian Cultural Forum, New York City / USA (2004)
- Netznetz.net, Festival of Net-Art, Künstlerhaus, Wien / Österreich (2004)
- Grafist, Quo Vadis Logo!?, Mimar Sinan University, Istanbul / Türkei (2004)
- Roböxotica, Festival für Cocktail-Robotics, Wien / Österreich (2002, 2003, 2004, 2005, 2006, 2007, 2008)
- Old Habits Die Hard, Sparwasser HQ, Berlin / FRG (2003)
- world-information.org. Museum of Contemporary Art, Belgrad / Serbien (2003)
- nicht nicht kommunizieren gilt nicht. lothringer13/laden, München / Deutschland (2003)
- Thanatotronics. Dead Media, Galerie Mini, Duisburg / Deutschland (2002)
- An attempt, Espai 13 – Psychodrome, Joan Miró Foundation, Barcelona / Spanien (2002)
- The Thomann Project. Sao Paulo Art Biennial, Sao Paulo / Brasilien (2002)
- Dilettanten. Forum Stadtpark, Graz / Österreich – Steiermärkisches Landesmuseum Joanneum, Graz / Österreich – Steirischer Herbst 2002, Graz / Österreich (2002)
- monochrom. kognitive Dissonanzen 10+-2. expanding realities. medien-kunst-festival, Salzburg / Österreich – Kulturgelände ARGE Nonntal, Salzburg / Österreich (2001)
- monochrom. no more wankelmut. Galerie Stadtpark, Krems / Österreich (2001)
- world-information.org. Centre Bruxelles 2000 / Centrum Brussels 2000, België – Cinema NOVA, Brussels / Belgien – Technisches Museum, Wien / Österreich (2000)
- ars in der manege. Ars Electronica 2000. Next Sex, Linz / Österreich (2000)
- Seriell Produziertes. Diagonale (Österreichisches Filmfestival), Graz / Österreich (2000)
- Junge Szene 98. Vereinigung Bildender Künstler, Wiener Secession, Wien / Österreich (1998)
- Robotronika. Public Netbase t0 Media~Space!, Institut für neue Kulturtechnologien, Wien / Österreich (1998)
- The State. FringeWare, Austin,_TX, USA (1998)
- Neoistischer Weltkongress. Kunsthalle Exnergasse, Wien / Österreich (1997)

## Premios
- Primer puesto en la gala E55 (Viena/Berlin) 1999.
- Nestroy (Viena) 2005 para Udo 77 (junto con  "The Great Television Swindle" de maschek y 'Freundschaft' de Steinhauer y Henning; Rabenhof 2004).
- Coca Cola Light Art Edition (Lord Jim Loge powered by monochrom) 2006.
- Videomedeja Awards Special Mention (Novi Sad) en la categoría Net/Software para "Sowjet-Unterzögersdorf/Sektor 1/Das Adventure Game" (2006).
- aniMOTION Award Honorary Mention (Sibiu) en la categoría Interactive Tales para "Sowjet-Unterzögersdorf/Sektor 1/Das Adventure Game" (2007).
- MEDIA FORUM/Moscow International Film Festival, Jury Special Mention (Moskau, Russland) para "The Void's Foaming Ebb" (2008).
- Official Honoree for NetArt and Personal Blog/Culture - The 13th Annual Webby Awards (2009).